# Język kikuju
Język kikuju (kikuyu albo gikuyu, nazwa własna: Gĩkũyũ) – język z rodziny bantu, używany w Kenii, przez lud Kikuju. Liczba mówiących wynosi ok. 6 mln.
Ma rozwiniętą tradycję literacką. Kenijczyk Ngũgĩ wa Thiong’o, wcześniej piszący w języku angielskim, pisze w języku kikuyu. Wydał powieść Mũrogi wa Kagogo.
25 stycznia 2016 Wikipedia Gĩkũyũ liczyła 845 artykułów.

## Alfabet
a b c d e g h i ĩ j k m n o r t u ũ (v) w y